# Vanilla planifolia
```

```

Vanilla planifolia је врста рода Vanilla из породице орхидеја (Orchidaceae). Води порекло из Мексика и тропских делова Централне Америке и једна је од основних комерцијалних врста за производњу ваниле као зачина (због високог садржаја ванилина у плодовима). Научно име врсти је дао 1808. године британски ботаничар Хенри Чарлс Ендрјуз. Позната је и као равнолиста ванила и западноиндијска ванила. 
Први који су користили ванилу у исхрани били су мексички Тотонаци, а Европљани се по први пут сусрећу са овом биљком након освајања Ернана Кортеза, почетком XVI века.

## Опис таксона
Западноиндијска ванила је врежаста епифитна врста из породице орхидеја. Води порекло из тропских и влажних подручја Централне Америке, Кариба и крајњег североистока Јужне Америке. Данас се највише гаји на западу Мексика, у подручју Веракруза, и на Мадагаскару.
Стабло ваниле је зелено и из њега директно избијају дугуљасти, глатки и меснати листови. Биљка цвета током пролећа и почетком лета. Цветови су груписани у гроздове, сваки цвет је величине око 5−6 цм у пречнику, зеленкасто-жутих листића цветног омотача. Врста је самооплодна. Цветови су отворени свега један дан у свом животном веку, и у том периоду неопходно је извршити опрашивање уколико се желе плодови. У природи, опрашивачи су колибри који се хране цветним нектаром, и једна врста пчела, а природним путем опраши се тек један од сто цветова. У условима планташког узгоја ове врсте опрашивање се врши вештачким путем. Сваки цвет који не буде опрашен се суши и опада.  
Плодови се развијају искључиво на одраслим биљкама које су у просеку дуже од 3 метра. Плод је издужена танка чахура дужине између 15 и 23 цм, која сазрева неких 5 месеци након цветања. Зелени плод је сличан мањим бананама. Након бербе плодови се суше и ферментишу, а што је процес ферментације дужи то је концентрација етерских уља у плоду већа. Из плодова ваниле добија се зачинска ванила.
Размножава се из семена или путем резница.

## Хемијски састав плода
Најважнија хемијска једињења која се екстракују из плодова су ванилин (4-хидрокси-3-метоксибензалдехид, садржај у зрелом сувом плоду је око 2%), ванилинска киселина, 4-хидроксибензалдехид и 4-хидроксибензојева киселина.